# 얀 브뤼헐 더 아우더
얀 브뤼헐 더 아우더(네덜란드어: Jan Brueghel de Oude 얀 브뤼헐 더 아우더[*], 1568년 1월 2일 ~ 1625년 1월 1일)은 플란데런의 화가이다.

## 생애
얀 브뤼헐은 브뤼셀에서 화가인 피터르 브뤼헐 더 아우더의 둘째 아들로 태어났으며 화가인 피터르 브뤼헐 더 용어의 남동생이기도 하다. 1569년에 얀 브뤼헐의 아버지였던 피터르 브뤼헐 더 아우더가 사망했고 얀 브뤼헐의 어머니였던 마리아 쿠커 판 알스트(Maria Coecke van Aelst)도 1578년에 사망하고 만다. 얀 피터르 브뤼헐은 자신의 남동생인 피터르, 자매인 마리(Marie)와 함께 화가로 활동한 할머니인 마이컨 페르휠스트(Mayken Verhulst) 밑에서 성장하면서 그림을 배우게 된다.
얀 브뤼헐은 자신의 남동생인 피터르 브뤼헐과 함께 안트베르펀으로 이주한 이후에 미술품 수집가인 페터르 훗킨트(Peter Goetkint), 정물화가인 힐리스 판 코닝크슬로(Gillis van Coninxloo) 등으로부터 그림을 배웠다. 얀 브뤼헐은 자매인 마리와 함께 가족들이 거주했던 독일 쾰른을 방문했고 나중에 플란데런인 공동체가 있던 프랑켄탈을 방문하게 된다. 1589년부터 1596년까지 이탈리아 나폴리, 로마, 밀라노에 거주하면서 정물화, 풍경화를 비롯한 다양한 그림을 제작했는데 특히 밀라노 대주교이자 미술품 수집가였던 페데리코 보로메오(Federico Borromeo) 추기경이 얀 브뤼헐의 후원자를 맡기도 했다.
얀 브뤼헐은 1596년에 안트베르펀으로 귀환했고 1597년에는 안트베르펀의 성 루카 길드에 합류하게 된다. 1599년에는 안트베르펀에 위치한 성모 대성당에서 지도 제작자, 조각가로 활동한 헤라르트 더 요더(Gerard de Jode)의 딸인 이사벨라 더 요더(Isabella de Jode)와의 결혼식을 거행했다. 1601년 10월 4일에는 안트베르펀 시민 계급을 부여받으면서 '브뤼셀의 화가이자 피터르의 아들인 얀 브뤼헐'(Jan Bruegel, Peetersone, schilder, van Bruessele)이라는 칭호를 받게 된다.
얀 브뤼헐은 1604년 여름에 신성 로마 제국의 루돌프 2세 황제의 궁정이 있던 프라하를 방문했다. 1606년에는 남네덜란드의 총독을 역임했던 알브리히트 7세 폰 외스터라이히 대공과 이사벨 클라라 에우헤니아 데 에스파냐 왕녀 부부의 궁정 화가로 임명되었다. 1604년 9월에는 안트베르펀에 작업실을 설립했으며 1625년에 콜레라로 사망했다.
얀 브뤼헐은 처음에는 주로 꽃과 과일을 비롯한 정물화를 제작했지만 나중에 풍경화를 제작하면서 높은 평가를 받았고 성서, 신화, 우화, 역사와 관련된 그림을 제작했다. 얀 브뤼헐은 자신의 절친이었던 페테르 파울 루벤스와 함께 17세기 플런데런을 대표하는 양대 화가로 분류되기도 한다. 얀 브뤼헐의 아들인 얀 브뤼헐 더 용어도 화가로 활동했다.